# Складчатый язык
Складчатый язык (скротальный язык) — врождённая патология, характеризующиеся нарушением формы и размера языка. Может проявляться как один из симптомов синдрома Мелькерссона — Розенталя. Очень часто, в 30—50 % случаев, складчатый язык сочетается с десквамативным глосситом.